# Mayor número primo conocido

Gráfico del número de dígitos en el mayor primo conocido por año, desde el surgimiento del computador electrónico. Obsérvese que la escala vertical es logarítmica.

El mayor número primo conocido es el mayor entero que se sabe que es un número primo. 
Actualmente este número es el 2136.279.841 − 1, que tiene 41 024 320 dígitos cuando se escribe en base 10. Fue hallado en octubre de 2024 por un ordenador voluntario de Luke Durant para la Gran Búsqueda de Primos de Mersenne en Internet (GIMPS, por sus siglas en inglés).
Euclides demostró que hay infinitos números primos, por lo que siempre habrá un número primo mayor que el denominado mayor primo conocido. Muchos matemáticos y hobbistas se dedican a la búsqueda de grandes números primos. La Electronic Frontier Foundation ofrece diversos premios para récords en números primos.
La implementación del test de primalidad de Lucas–Lehmer por medio de la transformada rápida de Fourier para números de Mersenne es rápida comparada con otras pruebas de primalidad conocidas para otros tipos de números. Debido a esto y también al interés histórico en los primos de Mersenne, muchos de los mayores primos conocidos son primos de Mersenne. Hasta abril de 2011, los mayores números primos conocidos eran primos de Mersenne, hasta el décimo de ellos que era el primero en no ser de Mersenne. Los catorce últimos récords descubiertos fueron primos de Mersenne. Anteriormente, había apenas uno que no era de Mersenne (mejorando el récord en apenas 37 dígitos en 1989), y diecisiete primos de Mersenne más regresando hasta 1952.
El uso de computadoras electrónicas aceleró los descubrimientos y todos los récords fueron encontrados desde 1951. El récord pasó el millón de dígitos en 1999, ganando un premio de 50 000 US$. En 2008 el récord pasó los diez millones de dígitos, siendo premiado con 100 000 US$. También se han ofrecido premios para el primer número primo encontrado que tenga al menos cien millones de dígitos y el primero que tenga mil millones de dígitos.
| Posición | Número primo     | Encontrado por | Fecha en que fue encontrado | Número de dígitos |
| -------- | ---------------- | -------------- | --------------------------- | ----------------- |
| 1.º      | 2136.279.841 − 1 | GIMPS          | 12 de octubre de 2024       | 41 024 320        |
| 2.º      | 282.589.933 − 1  | GIMPS          | 7 de diciembre de 2018      | 24 862 048        |
| 3.º      | 277.232.917 − 1  | GIMPS          | 26 de diciembre de 2017     | 23 249 425        |
| 4.º      | 274.207.281 − 1  | GIMPS          | 7 de enero de 2016          | 22 338 618        |
| 5.º      | 257.885.161 − 1  | GIMPS          | 25 de enero de 2013         | 17 425 170        |
| 6.º      | 243.112.609 − 1  | GIMPS          | 23 de agosto de 2008        | 12 978 189        |
| 7.º      | 242.643.801 − 1  | GIMPS          | 12 de abril de 2009         | 12 837 064        |
| 8.º      | 237.156.667 − 1  | GIMPS          | 6 de septiembre de 2008     | 11 185 272        |

GIMPS ha encontrado los últimos 11 récords en computadoras comunes pertenecientes a participantes de todo el mundo.

## Historia
La siguiente tabla es una lista de los mayores números primos conocidos en orden ascendente, donde Mn es un número de Mersenne con exponente n.
| Número        | Dígitos    | Año en que fue encontrado |
| ------------- | ---------- | ------------------------- |
| M127          | 39         | 1876                      |
| 180×(M127)2+1 | 79         | 1951                      |
| M521          | 157        | 1952                      |
| M607          | 183        | 1952                      |
| M1279         | 386        | 1952                      |
| M2203         | 664        | 1952                      |
| M2281         | 687        | 1952                      |
| M3217         | 969        | 1957                      |
| M4423         | 1332       | 1961                      |
| M9689         | 2917       | 1963                      |
| M9941         | 2993       | 1963                      |
| M11213        | 3376       | 1963                      |
| M19937        | 6002       | 1971                      |
| M21701        | 6533       | 1978                      |
| M23209        | 6987       | 1979                      |
| M44497        | 13395      | 1979                      |
| M86243        | 25 962     | 1982                      |
| M132049       | 39 751     | 1983                      |
| M216091       | 65 050     | 1985                      |
| M216193       | 65 087     | 1989                      |
| M756839       | 227 832    | 1992                      |
| M859433       | 258 716    | 1994                      |
| M1257787      | 378 632    | 1996                      |
| M1398269      | 420 921    | 1996                      |
| M2976221      | 895 932    | 1997                      |
| M3021377      | 909 526    | 1998                      |
| M6972593      | 2 098 960  | 1999                      |
| M13466917     | 4 053 946  | 2001                      |
| M20996011     | 6 320 430  | 2003                      |
| M24036583     | 7 235 733  | 2004                      |
| M25964951     | 7 816 230  | 2005                      |
| M30402457     | 9 152 052  | 2005                      |
| M32582657     | 9 808 358  | 2006                      |
| M43112609     | 12 978 189 | 2008                      |
| M57885161     | 17 425 170 | 2013                      |
| M74207281     | 22 338 618 | 2016                      |
| M77232917     | 23 249 425 | 2017                      |
| M82589933     | 24 862 048 | 2018                      |
| M136279841    | 41 024 320 | 2024                      |